# 天仓增四
鯨魚座34，又名BD-03 161，HD 7147、SAO 129169、HR 353，是鯨魚座的一颗恒星，视星等为5.94，位于銀經134.84，銀緯-64.65，其B1900.0坐标为赤經1h 6m 38.3s，赤緯-2° -64.65′ 56″。